# 폰테시티 아파트
폰테시티 아파트(영어: Ponte City Apartments)는 베이라 지역의 마천루,  남아프리카 공화국 요하네스버그의 힐브로 옆에 있다. 그것은 1975년에 173 m (567.6 ft) 높이로 지어졌으며 아프리카에서 가장 높은 주거용 마천루다. 55층짜리 건물은 원통형이며, 아파트에 추가 조명을 허용하는 오픈 센터가 있다. 센터 공간은 "코어"로 알려져 고르지 않은 암벽 위에 올라간다. 지어졌을때, 폰테시티는 요하네스버그와 그 주변 환경에 대한 견해로 인해 매우 바람직한 주소로 여겨졌다. 건물 상단의 네온 사인은 남반구에서 가장 큰 표시다. 현재 남아프리카 공화국 휴대전화 회사인 보다콤을 광고하고 있다.

## 역사
폰테의 수석 디자이너는 맨프레드 헤르머 및 로드니 그로스 코프와 함께 팀에서 일하는 매니 펠드만이었다. 그로스 코프는 아프리카 원형 마천루 최초의 건물 원형을 만들기로 결정했다. 당시 요하네스버그 조례에서는 주방과 욕실에 창문이 있어야 했기 때문에 그로스 코프프는 건물 내부를 빈틈이 없는 내부 구조로 설계하여 빛이 양쪽 아파트로 들어올 수 있게 했다. 거대한 건물의 바닥에는 소매점과 초기 계획이 3,000-제곱미터 (32,000 ft2)의 내부 코어 층에 실내 스키 슬로프를 포함했다. 개발자는 많은 수의 유닛을 원했지만 제한된 땅만 건설했기 때문에 건물은 매우 키가 컸다. 이 건물은 OR 탐보 국제공항에서 35분 거리에 있으며 도심과 5 km (3.1 mi) 이내의 거리에 있는 마켓 및 시빅과 가까운 거리에 있다.

## 부패
1980년대 후반 갱단 활동으로 인해 타워와 그 주변 지역에서 범죄율이 급증했다. 1990년대에 들어서면서 많은 갱단들이 건물로 옮겨졌고 매우 위험해졌다. 폰테 시는 범세계적인 베레아 지역을 강타한 도시의 부패와 범죄의 상징이되었다. 주인이 건물을 부패시키기 위해 떠났을 때 코어는 파편으로 5층 높이 채웠다. 1990년대 중반에 건물을 고층 감옥으로 바꾸는 제안이 있었다. 2001년 트라팔가 프로퍼티스 건물의 관리를 인수하고 많은 개선을 시작했다.

## 뉴 폰테

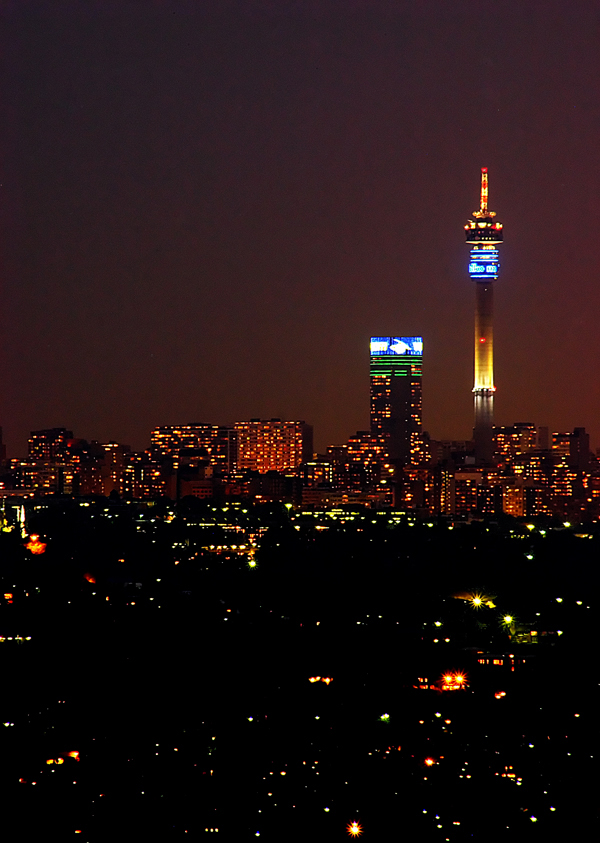
힐브로 타워가 있는 폰테시티 (왼쪽)

2007년 5월 폰테가 소유권을 변경하고 "뉴 폰테" 재개발 프로젝트가 시작되었다. 데비드 셀반와 노 애드진 요업 언더 요업의 회사, 투자의 밑에 건물을 완전하게 활성화하는 것을 계획하는 것이다. 계획된 개발에는 467 개의 주거 단위, 소매 및 여가 시간 영역이 포함되었을 것이다. 향후 몇 년 동안 요하네스 버그 개발청은 엘리스 파크 구내 프로젝트와 같은 폰테시티 주변 지역에 약 9억 RU를 투자 할 계획이며 2010년 FIFA 월드컵 준비를 위한 부분적으로 힐브로우 및 베이라를 업그레이드할 예정이다.
서브프라임 모기지 사태로 인해 은행들은 자금 지원을 제공하지 않아서 부활을 마무리해야 했으며, 프로젝트는 취소되었고 켐프스튼 그룹에 소유권이 되돌려졌다.

## 예술 분야

### 영화
- 2009년 영화 디스트릭트 9의 마지막 장면 중 하나가 타워다.[9]
- 필립 블룸 감독은 다큐멘터리 영화인 폰테 타워를 전했다.[10]
- 잉그리드 마르텐스는 폰테 리프트에서 다큐멘터리 아프리카 샤프트 : 언더 로프[11]를 완전히 촬영하여 2년반 이상을 촬영했다.
- 2012년 남아프리카 공화국 영화 저지 드레드에서 특색 지어진 마천루 "피치 트리"는 폰테 타워에 크게 영향을 받았다.
- 2014년 영화 실 팀 8: 비하인드 에너미 라인스의 마지막 장면이 이 장소에서 촬영되었다.
- 채피의 2015년 영화 장면중 하나가 이 장소에서 촬영되었다.[12]
- 전투 장면은 2016년 영화 레지던트 이블: 파멸의 날의 타워 내부에서 촬영되었다.[13]

### 책
- 독일 작가 노만 올러는 그의 책 스타드 데 골든("Gold of City")의 배경으로 폰테를 사용했으며, 폰테는 모든 희망, 모더니즘에 대한 잘못된 생각, 모든 부패, 도시의 모든 광기를 요약한다. 그것은 상징적인 건물이며 일종의 흰 고래, 구체적인 두려움, 바벨탑이다. 그러나 이상하게 아름답다."[14]

### 사진술
- 남아프리카 공화국의 사진 작가 미카엘 스보츠키와 영국의 예술가인 파트리크 워터하우스는 2011년 아를에서의 만남(Rencontres d' Arles) 사진 축제에서 3년짜리 프로젝트 "폰테시티"로 디스커버리 상을 수상하면서 건물의 거주자, 내부 및 외부 사진을 촬영하고 시리즈의 거대한 그림, 수채화된 빛 상자에 제시 수백개의 시트로 구성되어 있다.[15]

### 기타
- 2017년 폰테시티 타워는 로맨 마스 라디오 프로그램과 포드캐스트 99% 인비지블의 에피소드의 대상이었다.[16]
- 미국인 배우, 작곡가 및 작사 가인 제프 블루멘크란츠는 폰테시티의 상층에 어딘가에서 이야기가 일어났음을 알리는 노래를 썼다. 그는 2008년에 "남아프리카 공화국의 브로드웨이" 조직을 위한 유익 콘서트를 위한 노래를 쓰기 위해 초대 받았고, 그가 말했듯이, 그는 11세 소녀의 그림에 맞았다. 그녀는 "건물의 줄을 그렸다. 그러나 한 층은 다른 층보다 훨씬 더 컸다. 나는 '보다 빌딩'에 흥미를 느끼고 폰테시티 타워에 대한 연구를 시작했다."[17]

## 같이 보기
- 센트로 피난시에로 콘피난사스
- 남아프리카 공화국의 마천루 목록
- 아프리카의 마천루 목록